# Ossido di sodio
L'ossido di sodio è un composto chimico che ha formula Na2O, in condizioni normali si presenta come un solido cristallino di colore bianco.
Reagisce violentemente con acqua, producendo idrossido di sodio. La sostanza si decompone per forte riscaldamento (>400 °C), producendo perossido di sodio e sodio. In presenza di acqua attacca molti metalli.
La sostanza è tossica e fortemente corrosiva per occhi, pelle e vie respiratorie.

## Sintesi del composto
Na2O si forma quando il sodio è fatto reagire con ossigeno.
{\displaystyle {\ce {4Na + O2 -> 2Na2O}}}
Bruciando sodio in aria si ottiene Na2O e circa il 20% di perossido di sodio Na2O2. 
{\displaystyle {\ce {6Na + 2O2 -> 2Na2O + Na2O2}}}
Puro Na2O può essere preparato facendo reagire sodio liquido con NaNO3.
{\displaystyle {\ce {10Na + 2NaNO3 -> 6Na2O + N2}}}

## Reattività
L'ossido di sodio reagisce violentemente con acqua, producendo idrossido di sodio
{\displaystyle {\ce {Na2O + H2O -> 2NaOH}}}

## Impieghi del composto

### Produzione del vetro
L'ossido di sodio ha un ruolo importante nel processo di fabbricazione del vetro in cui viene impiegato per abbassarne la temperatura di fusione. Infatti la materia prima utilizzata per la produzione del vetro, cioè la sabbia, è composta di silice, che ha una temperatura di fusione molto elevata (1723 °C). Questa dà luogo, una volta raffreddata rapidamente ad un solido amorfo detto vetro silice. Per poter lavorare il vetro è necessario rammollire il vetro silice portandolo a temperature molto elevate e dando luogo ad un liquido molto viscoso. La viscosità dipende dal fatto che la struttura molecolare della silice è molto compatta e le molecole, anche ad elevata temperatura scorrono con difficoltà. È necessario pertanto, per una più agevole lavorazione, rendere il reticolo atomico meno compatto. Ciò si ottiene mediante degli elementi, come il sodio, che interagiscono con il silicio modificandone il reticolo cristallino.
Per produrre il vetro si parte da una miscela composta di sabbia (silice), soda (carbonato di sodio) e marmo (carbonato di calcio) nelle proporzioni rispettive di circa 70-74% (silice), 12-20% (carbonato di sodio), 12-13% (carbonato di calcio).
La miscela viene riscaldata dando luogo ad una serie di trasformazioni:
1. il carbonato di sodio si decompone in ossido di sodio + anidride carbonica
2. il carbonato di calcio si decompone in ossido di calcio + anidride carbonica
3. l'ossido di sodio e l'ossido di calcio reagiscono con la silice dando luogo al silicato di sodio e di calcio che diventa liquido alla temperatura di circa 850 °C.
4. continuando a riscaldare, il silicato di sodio e calcio scioglie i granuli di silice, rimasti fino ad arrivare alla fusione completa della sabbia.
5. un ulteriore aumento della temperatura provoca l'eliminazione delle bolle di anidride carbonica ottenuta dalla decomposizione dei carbonati.

Il liquido così ottenuto è vetro fuso che viene poi raffreddato per le successive lavorazioni.